# Collegio elettorale di Montepulciano (Regno di Sardegna)
Il collegio elettorale di Montepulciano è stato un collegio elettorale uninominale del Regno di Sardegna, uno dei sei della provincia di Siena. Fu istituito col regio decreto del 21 gennaio 1860 promulgato del governo provvisorio guidato da Bettino Ricasoli. Comprendeva i territori di Montepulciano, Cetona, Chianciano, Chiusi, Sarteano,  Sinalunga e Torrita.

## Dati elettorali
Nel collegio si svolsero votazioni solo per la settima legislatura. In seguito le elezioni si svolsero nell'omonimo collegio elettorale del Regno d'Italia.

### VII legislatura
Le votazioni si svolsero in 387 collegi uninominali a doppio turno. Come previsto dalla legge elettorale del 20 novembre 1859, era eletto al primo turno il candidato che «riunisce in suo favore più del terzo dei voti del total numero dei membri componenti il collegio e più della metà dei suffragi dati dai votanti presenti all'adunanza» (art. 91). Se nessun candidato era eletto, al ballottaggio tra i due candidati con più voti era eletto chi otteneva il maggior numero di voti (art. 92) o, in caso di ugual numero di voti, il maggiore d'età (art. 93).
| Partito                            | Partito                            | Candidato                          | Risultati 25 marzo 1860 | Risultati 25 marzo 1860 |
| Partito                            | Partito                            | Candidato                          | Voti                    | %                       |
| ---------------------------------- | ---------------------------------- | ---------------------------------- | ----------------------- | ----------------------- |
|                                    | —                                  | Raffaele Busacca                   | 330                     | 63,95                   |
|                                    | —                                  | Francesco Venturi                  | 186                     | 36,05                   |
|                                    |                                    |                                    |                         |                         |
| Iscritti                           | Iscritti                           | Iscritti                           | 737                     | 100,00                  |
| ↳ Votanti (% su iscritti)          | ↳ Votanti (% su iscritti)          | ↳ Votanti (% su iscritti)          | 548                     | 74,36                   |
| ↳ Voti validi (% su votanti)       | ↳ Voti validi (% su votanti)       | ↳ Voti validi (% su votanti)       | 516                     | 94,16                   |
| ↳ Schede non valide (% su votanti) | ↳ Schede non valide (% su votanti) | ↳ Schede non valide (% su votanti) | 32                      | 5,84                    |
| ↳ Astenuti (% su iscritti)         | ↳ Astenuti (% su iscritti)         | ↳ Astenuti (% su iscritti)         | 189                     | 25,64                   |

L'onorevole Busacca optò per il collegio di Borgo San Lorenzo il 12 aprile 1860. Il collegio fu riconvocato.
| Partito                            | Partito                            | Candidato                          | Risultati 9 maggio 1860 | Risultati 9 maggio 1860 |
| Partito                            | Partito                            | Candidato                          | Voti                    | %                       |
| ---------------------------------- | ---------------------------------- | ---------------------------------- | ----------------------- | ----------------------- |
|                                    | —                                  | Giuseppe Canestrini                | 247                     | 58,95                   |
|                                    | —                                  | Zelindo Ciro Boddi                 | 123                     | 29,36                   |
|                                    | —                                  | Francesco Venturi                  | 49                      | 11,69                   |
|                                    |                                    |                                    |                         |                         |
| Iscritti                           | Iscritti                           | Iscritti                           | 737                     | 100,00                  |
| ↳ Votanti (% su iscritti)          | ↳ Votanti (% su iscritti)          | ↳ Votanti (% su iscritti)          | 428                     | 58,07                   |
| ↳ Voti validi (% su votanti)       | ↳ Voti validi (% su votanti)       | ↳ Voti validi (% su votanti)       | 419                     | 97,90                   |
| ↳ Schede non valide (% su votanti) | ↳ Schede non valide (% su votanti) | ↳ Schede non valide (% su votanti) | 9                       | 2,10                    |
| ↳ Astenuti (% su iscritti)         | ↳ Astenuti (% su iscritti)         | ↳ Astenuti (% su iscritti)         | 309                     | 41,93                   |